# 사랑, 육체를 느낄 때
《사랑, 육체를 느낄 때》(일본어: 海を感じる時)는 일본에서 제작된 안도 히로시 감독의 2014년 드라마, 멜로/로맨스 영화이다. 이치카와 유이 등이 주연으로 출연하였다.

## 출연

### 주연
- 이치카와 유이
- 이케마츠 소스케

### 조연
- 타카오 사키코
- 미우라 마사키
- 나카무라 쿠미

## 기타
- 미술: 이노우에 신페이